# ناره آرقامانیان
ناره آرقامانیان (ارمنی: Նարե Արղամանյան؛ زادهٔ ۲۱ ژانویهٔ ۱۹۸۹) موسیقی‌دان و نوازنده پیانو اهل ارمنستان است.  وی برنده رقابت بین‌المللی موسیقی مونترال در سال ۲۰۰۸ شد.

## زندگی‌نامه
در ۲۱ ژانویهٔ ۱۹۸۹ در وانادزور به دنیا آمد و در دانشگاه موسیقی و هنرهای نمایشی وین زیرنظر هاینتس مدییوریتس آموزش دیده‌است.

## یادداشت
1. ↑  Heinz Medjimorec